# Tanella gravecostata
Tanella gravecostata is een mosselkreeftjessoort uit de familie van de Leptocytheridae. De wetenschappelijke naam van de soort is voor het eerst geldig gepubliceerd in 1980 door Hartmann.